# さよならの微笑
『さよならの微笑』（さよならのほほえみ、Cousin cousine）は1975年のフランスの恋愛映画。監督はジャン＝シャルル・タケラ、出演はマリー＝クリスティーヌ・バローとヴィクトル・ラヌーなど。浮気者の夫を持つ人妻と、その彼が浮気を働いた女性の夫である男性が次第に仲を深めていく姿を描いている。
第49回アカデミー賞において、主演女優賞（マリー＝クリスティーヌ・バロー）、脚本賞、外国語映画賞の3部門でノミネートされた（受賞はならず）。
1989年にアメリカ合衆国で『今ひとたび』（監督：ジョエル・シュマッカー）としてリメイクされている。

## ストーリー
マルトは夫パスカルとともに出席した母親ビジュの結婚式で、ビジュの再婚相手の甥ルドヴィクと出会う。浮気男のパスカルがルドヴィクの妻カリーヌとも関係を持ったことを知ったマルトとルドヴィクは、それぞれの配偶者に見せつけるようにデートを重ねるようになる。次第に惹かれ合う2人だったが、互いの配偶者に2人の関係を隠したくないことから敢えて身体の関係を持たずにいた。ところが、互いの配偶者だけでなく、親戚中に2人の関係が知られるようになると、ついに2人は身体の関係を持ち、その後は頻繁に関係するようになる。
クリスマスイブの夜、親戚中が集まったパーティの場でもマルトとルドヴィクは隠すことなく堂々と関係を持つ。そして、子供たちを含め、親戚一同に別れを告げた2人は、新たな人生に向けて旅立つ。

## キャスト
- マルト: マリー＝クリスティーヌ・バロー
- ルドヴィク: ヴィクトル・ラヌー（フランス語版） - マルトの母親の再婚相手の甥。ダンス教師。
- パスカル: ギイ・マルシャン（フランス語版） - マルトの夫。浮気者。
- カリーヌ: マリー＝フランス・ピジェ - ルドヴィクの妻。パスカルと不倫。
- ビジュ: ジネット・ガルサン（フランス語版） - マルトの母親。

## 映画賞
IMDbより。
| 賞                                            | 部門              | 対象                                                      | 結果       |
| --------------------------------------------- | ----------------- | --------------------------------------------------------- | ---------- |
| 第49回アカデミー賞                            | 主演女優賞        | マリー＝クリスティーヌ・バロー                            | ノミネート |
| 第49回アカデミー賞                            | 脚本賞            | ジャン＝シャルル・タケラ ダニエル・トンプソン             | ノミネート |
| 第49回アカデミー賞                            | 外国語映画賞      |                                                           | ノミネート |
| 第1回セザール賞                               | 作品賞            |                                                           | ノミネート |
| 第1回セザール賞                               | 脚本賞            | ジャン＝シャルル・タケラ                                  | ノミネート |
| 第1回セザール賞                               | 男優賞            | ヴィクトル・ラヌー                                        | ノミネート |
| 第1回セザール賞                               | 助演女優賞        | マリー＝フランス・ピジェ ※『Souvenirs d'en France』と共に | 受賞       |
| 第34回ゴールデングローブ賞                    | 外国語映画賞      |                                                           | ノミネート |
| カンザスシティ映画批評家協会賞 (1977年)       | 外国語映画賞      |                                                           | 受賞       |
| ナショナル・ボード・オブ・レビュー賞 (1976年) | 外国語映画トップ5 |                                                           | 第4位      |
| 全米映画批評家協会賞 (1976年)                 | 助演女優賞        | マリー＝フランス・ピジェ                                  | 第3位      |
| 第42回ニューヨーク映画批評家協会賞            | 助演女優賞        | マリー＝フランス・ピジェ                                  | 第3位      |
| ルイ・デリュック賞 (1975年)                   |                   |                                                           | 受賞       |
| 第24回サン・セバスティアン国際映画祭          | 銀の貝殻賞        | ジャン＝シャルル・タケラ                                  | 受賞       |